# Sinagoga de Belgrad
La Sinagoga de Belgrad (en serbi: Београдска синагога) és actualment l'únic lloc de culte jueu en plena activitat a Belgrad, a diferència d'altres sinagogues en tota la ciutat que no estan actives. Està situada a la zona centre de Belgrad, prop de la plaça Obilićev Venac i el centre del carrer Knez Mihailova, a Sèrbia. El monument de cultura, la Sinagoga Sukkat Shalom representa un important testimoniatge històric-cultural de la vida de la comunitat jueva a Belgrad i a Sèrbia. D'una banda, el valor històric-cultural de l'edifici prové de la seva funció religiosa, tenint en compte que es tracta d'un únic autèntic edifici religiós de la comunitat jueva a Sèrbia encara actiu i un dels escassos edificis de l'arquitectura de sinagogues conservat a Sèrbia. D'altra banda, l'edifici té un valor urbanístic-arquitectònic sent un exemple representatiu de l'arquitectura de l'academicisme i de l'obra d'un arquitecte important i prolífic.

## La història de la sinagoga
La història documentada dels jueus a Belgrad es pot seguir des de l'ocupació turca de Belgrad en 1521. Ja durant els intervinguts del segle xvi va en augment la població jueva sefardita. A les cròniques dels anys 1567 i 1573, es fa esment de diverses congregacions i tres sinagogues. Al llarg del segle xvii la comunitat jueva s'assenta prop de la riba del Danubi, a l'àrea que els turcs denominaven Jalije. Solament des del començament de la constitució de l'estat independent serbi, les condicions de vida dels jueus va començar a millorar perquè, després del Congrés de Berlín, arribessin a aconseguir ple dret de ciutadania.
La història de la població i de la vida dels jueus Asquenazí al territori de la ciutat de Belgrad comença ja durant el segle xviii però el seu nombre augmenta considerablement a mitjan segle xixi i en la primera meitat del segle xx. L'1 d'octubre de 1869 es va fundar un municipi independent dels asquenazites a Belgrad. També va ser promulgat “El reglament de la congregació religiosa dels jueus Asquenazites” (així es deia el municipi en procés de creació) de vint punts, en els quals s'establia la fundació d'un col·legi i un temple oratori. El govern de la Vila va aprovar aquest reglament, fundant oficialment el nou municipi dels asquenazites a Belgrad. Al principi es va utilitzar un edifici llogat al carrer Kosmajska (en l'actualitat el carrer Maršala Birjuzova) per a activitats religioses, administratives, culturals i altres assumptes del municipi. La idea d'erigir un edifici nou i més funcional, així com les activitats de recol·lecta de donatius per a la construcció de la sinagoga asquenazita es realitzen poc abans de la Primera Guerra Mundial. No obstant això, la construcció de la sinagoga va començar solament després de la guerra amb la posada solemne de la primera pedra per part d'Alexandre I de Iugoslàvia, el 15 de juny de 1924, quan es va col·locar també la carta constitutiva en format de pergamí, signada pel rei Alexandre I i la reina Maria. Van assistir a aquesta celebració representants del rei i del govern del Regne dels Serbis, Croats i Eslovens, representants dels municipis jueus, de diverses corporacions del regne, el president del Parlament Nacional així com el rabí suprem el Dr.Alkalaj.

## Arquitectura

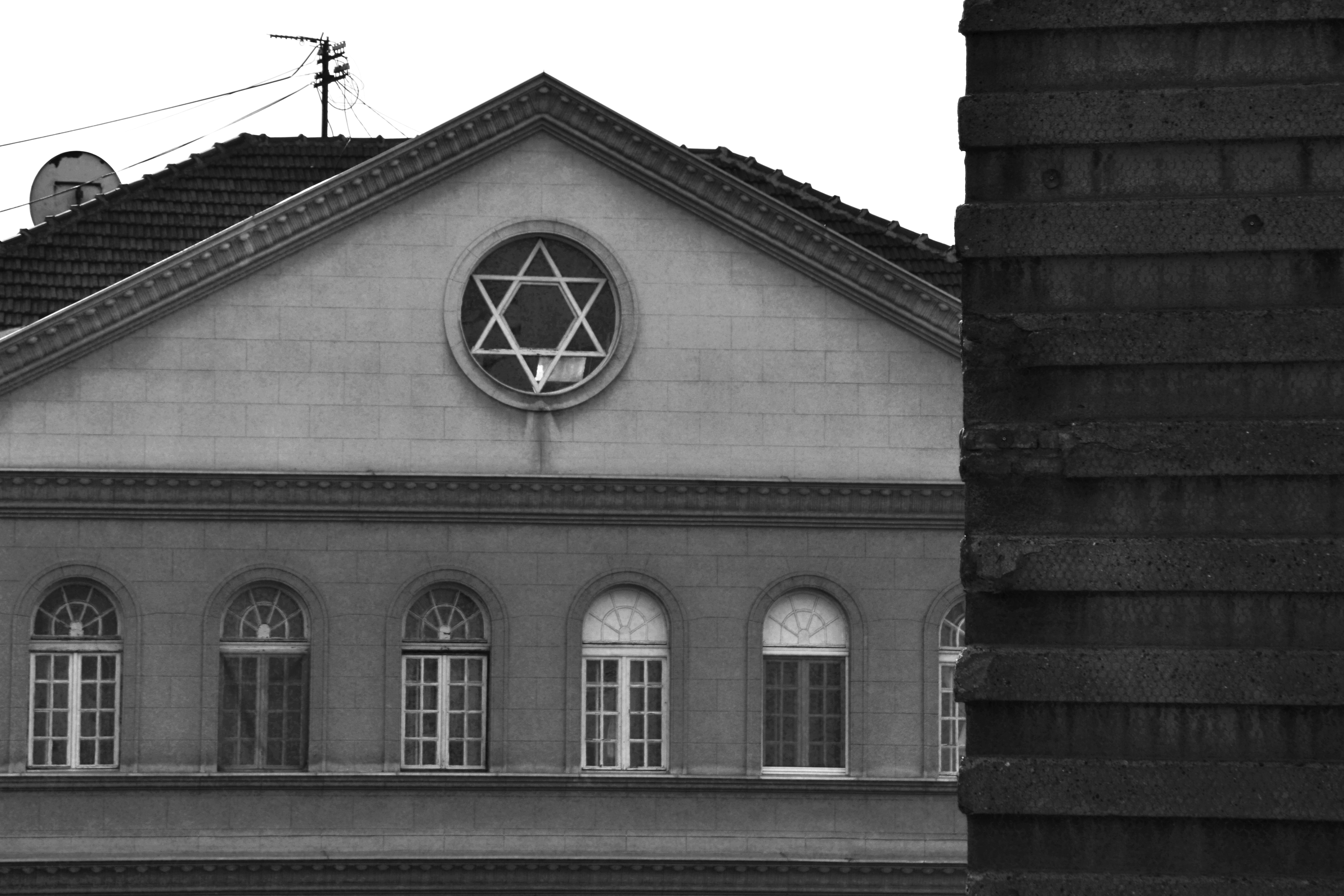
L'escut de David

El pla de la construcció va ser aprovat en 1923 i executat entre el 15 de maig de 1924 i el 27 de novembre de 1929. Durant el període de 1924 a 1929 l'edifici de la Sinagoga es va acabar de construir d'acord amb el projecte de l'arquitecte Franjo Urban, amb la participació de Milan Šlang. L'any 1929 es van realitzar reformes subsegüents de l'interior seguint el projecte de l'arquitecte Milutin Jovanović. Fins a 1941 l'immoble va servir com a seu de la Congregació serbia jueva de ritu asquenazita. Durant l'ocupació nazi de Belgrad, 1941-1944, la seva autèntica funció va ser profanada en ser convertida en prostíbul; en acabar la guerra va tornar a ser utilitzada com a sinagoga destinada a ambdues congregacions religioses dels jueus de Belgrad.
L'edifici de la Sinagoga va ser concebut en estil de l'arquitectura de l'academicisme, prevalent els elements del neorenaixement. En el seu alçat consta de semi-sotan, planta baixa, galeria en la planta baixa i dos pisos. L'interior té usos múltiples, serveix per a diverses activitats de la comunitat jueva: religioses, culturals, educatives, administratives i residencials. Aquesta concepció multiús està basada en el context religiós i social de la sinagoga, que ha de reunir tres funcions bàsiques: un lloc de culte de la congregació jueva, un lloc destinat a l'educació i a les reunions de la comunitat jueva. En el semisótano està la cuina kosher amb menjador i dependències de servei. L'espai central de la planta baixa amb galeria és fonamental per la seva importància simbòlica i religiosa, un lloc destinat al culte. Als costats, separats de l'espai religiós per un envà, se situen les oficines, l'aula i la sala de conferències. En la primera i segona planta es troben habitatges. L'espai oratori està dividit per dues files de columnes que sostenen la galeria. La façana frontal està concebuda de manera harmoniosa i simètrica ressaltant el frontó de la teulada en que el seu òcul es troba l'escut de David l'estel de sis puntes. La part central de la façana l'ocupen quatre finestres allargades i acabades en forma semiesfèrica, que s'estenen per la zona de la planta baixa i de la galeria. La zona de la primera planta està separada de la zona inferior per una filada sortint poc profunda i senzilla. La façana d'aquesta zona està retirada respecte a les zones inferiors formant així una terrassa abalaustrada. A nivell de la façana d'aquesta zona estan regularment distribuïts quatre obertures semiesfèriques. D'acord amb el projecte original de 1923, entre aquestes obertures es van col·locar medallons decoratius. La segona planta té una disposició més senzilla amb vuit finestrals semiesfèrics i se separa de la primera per una filera sortint decorativa. A part dels elements arquitectònics esmentats, que proporcionen l'efecte d'una equilibrada horizontalitat, la verticalitat s'emfatitza amb dues ressaltis laterals en la primera planta en forma de torrecillas alleujades per les obertures arquejades trilaterales. Aquestes torretes recorden clarament la forma de fortificació i la funció del temple original de Salomó. També representen un motiu recurrent en l'arquitectura de sinagogues simbolitzant a Jachin i Boaz, les columnes del Temple de Salomó. La definitiva èmfasi de la verticalitat es va aconseguir amb el frontó triangular per sobre de la segona planta. La impressió general del caràcter solemne i cerimonial de la Sinagoga es ressalta per una escala d'accés trilateral a la zona del semisótano i la planta baixa, decorada amb una barana simple i dos canelobres. En la creació estilística i espacial de l'escala es nota la reminiscència del classicisme francès, és a dir de la façana nord del Petit Trianón en Versalles.
En la creació arquitectònic-estètica de les façanes, el paper representatiu es va concedir a la façana frontal que està dissenyada de manera harmoniosa i equilibrada. L'accent decoratiu se situa en el frontó en que el seu óculo es troba l'escut de David – l'estel de sis puntes. La verticalitat es ressalta amb les finestres allargades i arquejades a la zona ritual de la Sinagoga, igual que mitjançant els ressaltis laterals amb torrecillas que flanquegen la part central de la façana.
L'oratori destinat al culte religiós és alhora la part central i essencial de la sinagoga. L'Arca de la Llei de la sinagoga Sukat Shalom té forma longitudinal i està situat a la zona de la planta baixa i la galeria. Està orientat en direcció est-oest i dividit per dues fileres de columnes octogonales amb capitells decoratius. Aquestes columnes, que al mateix temps posseeixen la funció estètica, simbòlica i constructiva suporten la galeria. El sostre està format per casetones i està decorat amb vorejat floral. La part més sagrada i alhora més decorada és el Aron Ha-Kodesh situat en la paret oriental del temple. En ell es conserven els rotllos dels llibres sagrats de les toras dels asquenazíes i els sefardíes i la Bíblia de l'Antic Testament. A banda i banda d'aquesta zona se situen dues columnes, iguals que les columnes del Hejal, solament seccionades de manera circular. Elles sostenen una gran galleda de marbre que simbolitza l'Arca de l'Aliança amb els Deu manaments de Moisès Aquests elements arquitectònics decoratius daten del període de la reconstrucció dels monuments de cultura, després de la Segona Guerra Mundial, ja que l'interior, durant l'ocupació, va quedar completament destruït, excepte la distribució dels espais.
Quant a la seva disposició urbanística l'edifici de la Sinagoga és una construcció autònoma situada al fons del terreny el que parcialment dificulta les vistes des del carrer. Aquesta disposició es deu abans de res a l'esquema urbanístic de l'àrea confrontant històricament caracteritzada pel traçat irregular dels carrers i solars allargats.